# Bílý Kostel nad Nisou
Bílý Kostel nad Nisou är en ort i Tjeckien. Den ligger i den norra delen av landet, 90 km norr om huvudstaden Prag. Bílý Kostel nad Nisou ligger 279 meter över havet och antalet invånare är 811.
Terrängen runt Bílý Kostel nad Nisou är huvudsakligen kuperad, men åt nordväst är den platt. Bílý Kostel nad Nisou ligger nere i en dal.Runt Bílý Kostel nad Nisou är det ganska glesbefolkat, med 32 invånare per kvadratkilometer. Närmaste större samhälle är Liberec, 11,1 km sydost om Bílý Kostel nad Nisou. I omgivningarna runt Bílý Kostel nad Nisou växer i huvudsak blandskog.